# British Council

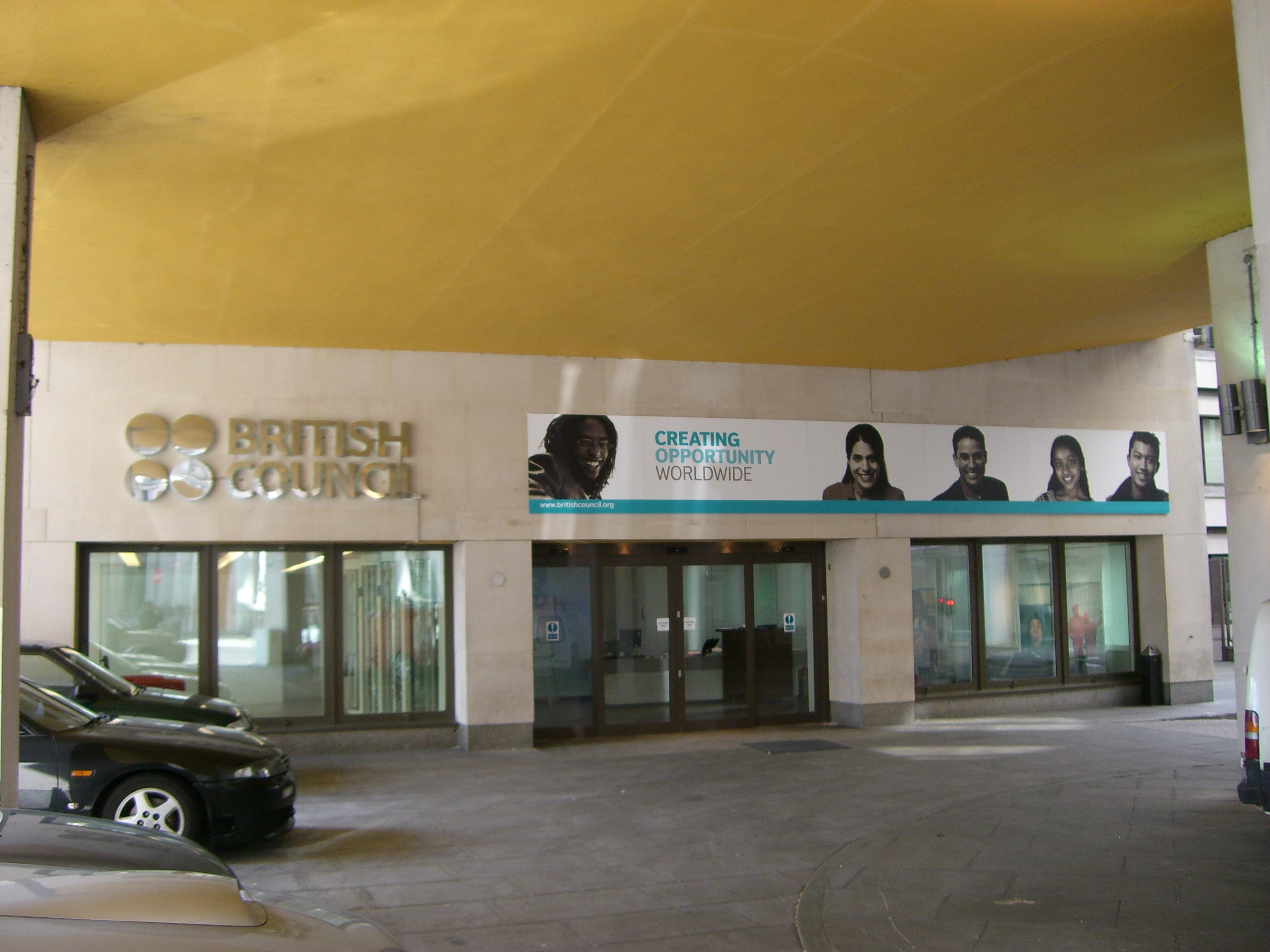
Entrée de l'immeuble du British Council à Londres, 10 Spring Gardens

Le British Council est une institution gouvernementale du Royaume-Uni dont le but est d'établir des relations culturelles entre le Royaume-Uni et d'autres pays. Son président actuel est Christopher Rodrigues. L'organisme siège à Londres et compte des affiliations dans 110 pays.
L'institution a notamment pour mission de promouvoir l'apprentissage de la langue anglaise, de participer à sa diffusion et de fortifier sa position dans le monde. Un directeur du British Council précise : « Le véritable or noir de la Grande-Bretagne est non point le pétrole de la Mer du Nord, mais la langue anglaise. Le défi que nous affrontons, c’est de l’exploiter pleinement. »
Les frais du British Council sont financés pour 65 % par l'enseignement de l'anglais, le reste étant payé par le Foreign and Commonwealth Office du Royaume-Uni. En 2005, cette subvention était de 186 millions de livres.

## Activités extra-linguistiques
Le premier British Council à ouvrir en dehors de îles britanniques fut celui du Caire en 1938.
Les activités du British Council ont été souvent accusées d'être une couverture du Secret Intelligence Service[réf. nécessaire]. Deux de ses antennes en Russie ont été fermées par les autorités en 2006 et toutes les autres, sauf Moscou, en 2008.
En France, le British Council administre conjointement avec l'ambassade du Royaume-Uni à Paris les Bourses Entente Cordiale pour les étudiants français de troisième cycle souhaitant étudier au Royaume-Uni,.

## En France
En France, le British Council se trouve au n°9 rue de Constantine (7e arrondissement de Paris).

## Coopération avecBBC Learning English
- 1962 : Walter and Connie (série télévisée)